# Wuchereria bancrofti
Wuchereria bancrofti (Cobbold, 1877) è un nematode parassita del sistema linfatico umano.

## Descrizione
La forma adulta può raggiungere i 10 cm e nei vasi linfatici provoca ristagni di linfa e rigonfiamento dei tessuti (Elefantiasi).

## Biologia
L'adulto vive nei vasi linfatici; le larve, dette microfilarie, vivono di giorno nei polmoni e di notte si spostano nel sistema sanguigno e si raccolgono nei vasi periferici dove possono essere risucchiate da una zanzara che le trasmette ad altri individui.